# Tankstation
En tankstation (eller servicestation) er en forretning, der er specialiseret i salg af energi (typisk brændstof som benzin og dieselolie), hvorfra navnet tankstation stammer. Ofte er salget af energi suppleret med en nærbutik, hvorfra der sælges dagligvarer og forskellige produkter til biler.
Man skelner mellem bemandede og ubemandede tankstationer, hvor førstnævnte er dem, hvor der er en butik tilknyttet stationen. I sidstnævnte tilfælde foretages betaling for købet ved en betalingsautomat. I sagens natur er der flere driftsomkostninger forbundet ved at have en bemandet station, men disse kan opvejes, hvis der foretages et tilstrækkeligt salg af brændstof og andre varer fra stedet, fx fastfood og butiksbagt brød. 
En del benzinselskaber driver bemandede stationer under ét navn og ubemandede stationer under et andet navn; for eksempel driver Q8 også F24, og Circle K driver også Ingo. Men anderledes er det for eksempel i Sverige, hvor blandt andet Preem og OK-Q8 benytter samme brand for både bemandede og ubemandede stationer.
Typisk placeres stationen langs større veje, storcentre og andre trafikknudepunkter, da kunderne i sagens natur er på de befærdede strækninger. Nogle stationer udvides med ladestandere.
Oprindeligt blev alle tankstationer betjent af personale, men i dag er de fleste benzintanke ubemandede selvbetjeningsanlæg.

## Mobile tankstationer
En mobil tankstation er en komplet tankstation, som kan bruges på steder, hvor det ellers ville være for dyrt, besværligt eller forurenende at etablere en normal station. Stationen indeholder det, der skal bruges til at drive tankstation, og kræver bare tilslutning til elektricitet, netværk og kloak.